# 1983 ve filmu

## Československé filmy
- Jára Cimrman ležící, spící (režie: Ladislav Smoljak)
- Když rozvod, tak rozvod (režie: Štěpán Skalský)

## Zahraniční filmy
- Den poté (režie: Nicholas Meyer)
- Drsný chlapík (režie: José Giovanni)
- Golgo 13 (režie: Yukio Noda)
- Halloween 3 (režie: Tommy Lee Wallace)
- Christine (režie: John Carpenter)
- Liberté, la nuit (režie: Philippe Garrel)
- Zjizvená tvář (režie: Brian De Palma)